# Farmersville (Illinois)
Pour les articles homonymes, voir Farmersville.
Farmersville est un village situé au nord du comté de Montgomery dans l'Illinois, aux États-Unis,. Il est incorporé le 17 juillet 1894.

## Démographie
Lors du recensement de 2010, le village comptait une population de 724 habitants. Elle est estimée, en 2016, à 694 habitants.

### Source de la traduction
- (en) Cet article est partiellement ou en totalité issu de l’article de Wikipédia en anglais intitulé « Farmersville, Illinois » (voir la liste des auteurs).